# Schizomus suboculatus
Schizomus suboculatus är en spindeldjursart som först beskrevs av Pocock 1900.  Schizomus suboculatus ingår i släktet Schizomus och familjen Hubbardiidae. Inga underarter finns listade i Catalogue of Life.